# Humacao (plaats)
Humacao is een plaats (zona urbana) in het Amerikaanse unincorporated territory Puerto Rico, en valt bestuurlijk gezien onder gemeente Humacao.

## Demografie
Bij de volkstelling in 2000 werd het aantal inwoners vastgesteld op 20.682.

## Geografie
Volgens het United States Census Bureau beslaat de plaats een oppervlakte van 12,9 km², waarvan 12,8 km² land en 0,1 km² water. Humacao ligt op ongeveer 16 m boven zeeniveau.

## Plaatsen in de nabije omgeving
De onderstaande figuur toont nabijgelegen plaatsen in een straal van 28 km rond Humacao.

## Geboren
- Rita Moreno (1931), actrice